# British Lion Company
British Lion Company war ein britischer Hersteller von Automobilen und Automobilzubehör.

## Unternehmensgeschichte
Das Unternehmen aus Leicester fertigte Zubehör wie Achsen, Fahrgestelle, Getriebe, Karosserien, Kühlermasken, Motorhauben und Räder. 1903 begann die Produktion von Automobilen. Der Markenname lautete British Lion. 1904 endete die Produktion.

## Fahrzeuge
Für das Komplettmodell wurden Einbaumotoren von Motorenherstellern bezogen. Weitere Details liegen nicht vor.